# Koszalin (stacja kolejowa)
Koszalin – pasażerska i towarowa stacja kolejowa w Koszalinie, w województwie zachodniopomorskim. Jest to węzeł o znaczeniu regionalnym, od linii kolejowej nr 202 (Gdańsk Główny-Stargard) odchodzi tu linia kolejowa nr 402 do Goleniowa.

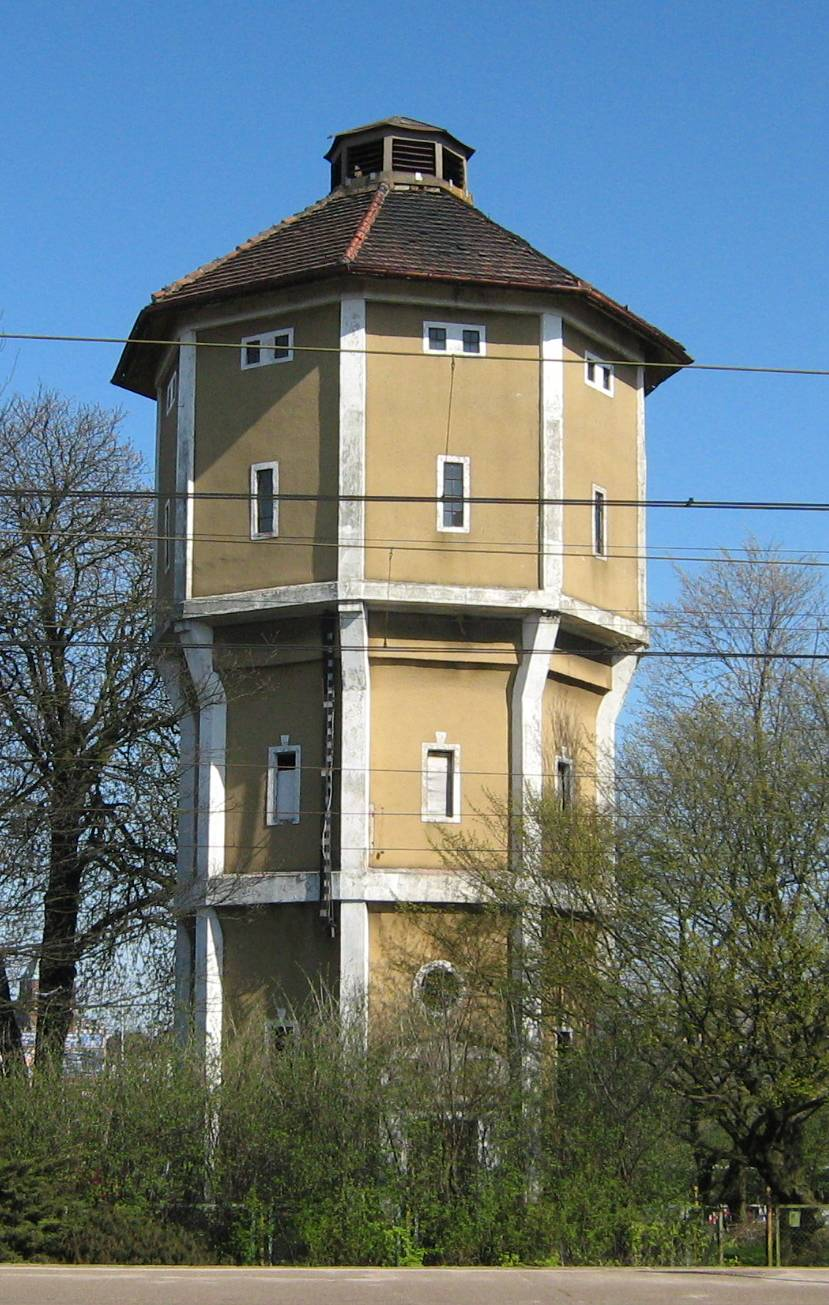
Wieża ciśnień przy dworcu koszalińskim

## Opis
Zabudowania stacji Koszalin znajdują się w zachodniej części miasta, wzdłuż Alei Armii Krajowej i ul. Kolejowej. Stacja towarowa położona jest dokładnie naprzeciwko dworca pasażerskiego. Tuż obok znajduje się stacja Koszalińskiej Kolei Wąskotorowej, Koszalin Wąskotorowy. Istnieje możliwość przewożenia wagonów normalnotorowych po torach o prześwicie 1000 mm (39,37 cal) za pomocą transporterów.
Według klasyfikacji PKP ma kategorię dworca regionalnego. Na stacji zatrzymują się wszystkie pociągi obsługiwane przez PKP IC, tj. kategorii: Express InterCity Premium, Express InterCity, Intercity, TLK oraz wszystkie pociągi uruchamiane przez Polregio.
Dojazd do dworca możliwy jest komunikacją miejską m.in. liniami 3, 4, 6, 10, 12, 14, 15, 16, 17, 19 (przystanek Dworzec PKP), liniami 2, 6, 11 (przystanek Dworzec PKS), busami i autokarami prywatnych przewoźników m.in. Ronin, DPP, FlixBus, PKS Koszalin (przystanek Centrum Przesiadkowe oraz Dworzec PKS).

## Połączenia
Dojazd do stacji Koszalin możliwy jest z wielu większych miast w Polsce. Bezpośredni dojazd mają mieszkańcy m.in. Gdańska, Warszawy, Krakowa, Wrocławia, Katowic, Szczecina, Łodzi, Kielc, Opola czy Radomia. Koszalin ma bezpośrednie połączenie z portem lotniczym Szczecin-Goleniów dzięki wykorzystaniu nowoczesnych pociągów hybrydowych. PKP Intercity uruchamia wiele połączeń całorocznych oraz dodatkowe połączenia w sezonie letnim, które ułatwiają podróżnym dojazd do Koszalina. W sezonie letnim miasto Koszalin we współpracy z Polregio uruchamia codzienne pociągi na trasie Koszalin - Mielno Koszalińskie - Koszalin.

## Pasażerowie

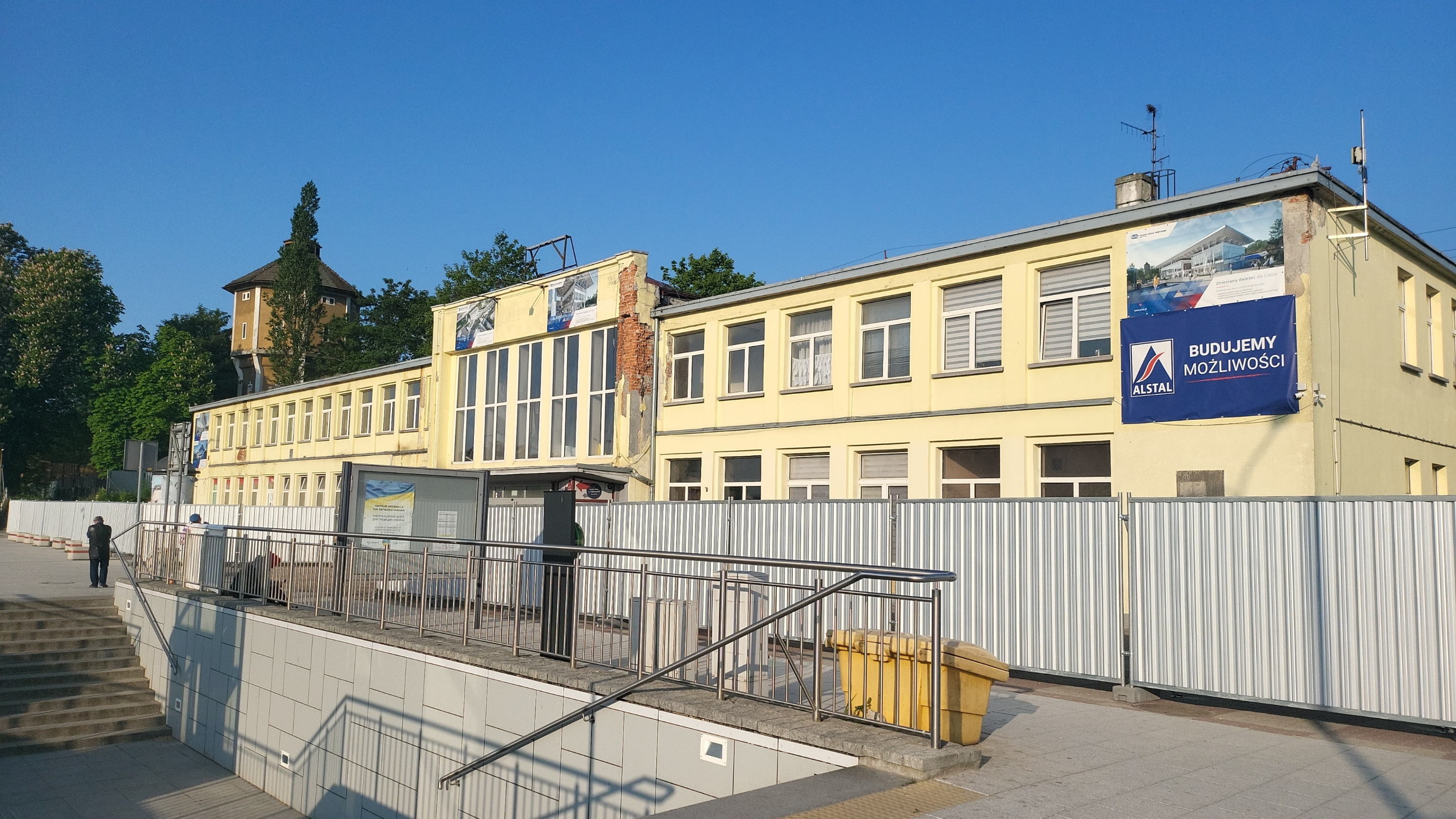
Budynek dworca w trakcie rozbiórki w 2023 roku.

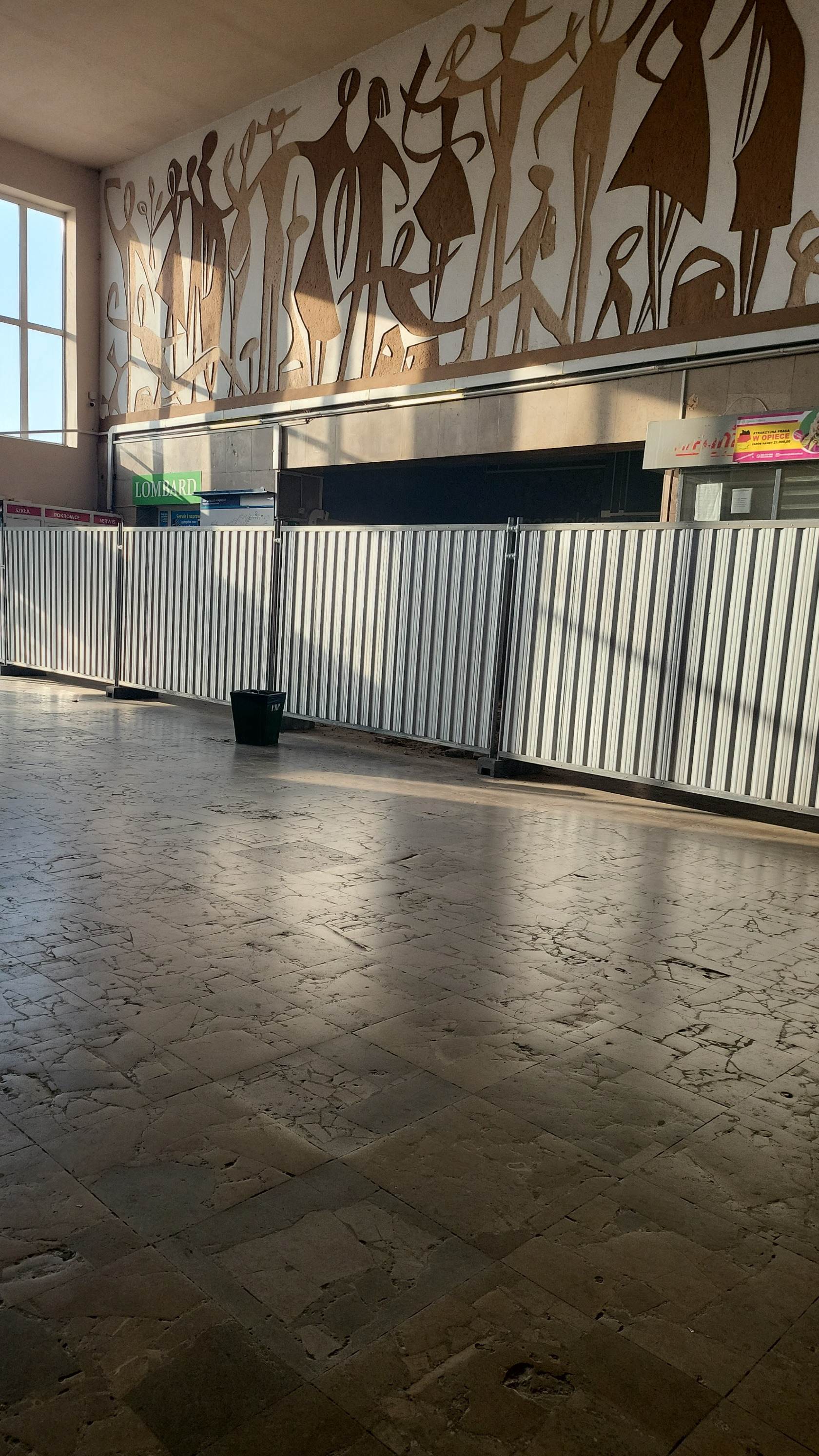
Wnętrze hali głównej dworca podczas rozbiórki (2023), w tle przejście do poczekalni oraz sgraffito, które zostanie zachowane i przeniesione do nowego budynku dworca.

| Rok  | Roczna ilość pasażerów | Dzienna ilość pasażerów | Miejsce w Polsce |
| ---- | ---------------------- | ----------------------- | ---------------- |
| 2017 | 1 168 000              | 3 200                   | 76               |
| 2018 | 1 241 000              | 3 400                   | 74               |
| 2019 | 1 277 500              | 3 500                   | 81               |
| 2020 | 805 200                | 2 200                   | 74               |
| 2021 | 1 058 500              | 2 900                   | 69               |
| 2022 | 1 533 000              | 4 200                   | 67               |

## Historia
W czerwcu 1859 została otwarta linia ze Stargardu do Koszalina, z pierwszym budynkiem dworca. W latach 1913–1914 miała miejsce przebudowa dworca, który został spalony w marcu 1945. Został odbudowany i istniał do 1962, następnie powstał kolejny dworzec. 19 czerwca 2023 roku dotychczasowy dworzec PKP w Koszalinie zamknięto na czas kolejnej przebudowy, która potrwa około roku. Stary budynek dworca zostanie zburzony, a przy budowie nowego zostanie wykorzystanych jedynie kilka pochodzących z niego elementów, obecnie objętych ochroną konserwatorską (m.in. sgraffito z głównego holu). Nowy dworzec został zaprojektowany przez pracownię TBI Architekci. Budynek będzie miał nowoczesną bryłę i będzie zadaszony półprzeźroczystym, szklanym dachem. Na parterze przewidziano miejsce na lokale handlowe oraz pojemną poczekalnię. Przewidywany koszt inwestycji budowy nowego budynku dworca to 44 mln zł, a wykonawcą jest spółka Alstal. Otwarcie nowego budynku dworca zaplanowane było na koniec 2024 roku.